# Paullu Inca
Paullu Túpac Inca (1518 – Cusco, 1549) è stato un principe inca.

## Origini
Paullu Inca era figlio di Huayna Cápac e di Añas Collque. La madre era figlia del capo dei Huayllas, la più importante etnia del Collao, signora di grande nobiltà, ma estranea alla dinastia inca. Per questa ragione Paullu non poteva vantare diritti ereditari al trono nei confronti del fratello Manco II, suo coetaneo, la cui madre era, invece, una principessa del Cuzco.

## Primi anni
Paullu visse gli anni della sua fanciullezza al Cuzco sotto il regno di Huáscar e durante la guerra civile si trovò naturalmente schierato contro le armate di Atahuallpa.
Quando gli eserciti di Quito entrarono nel Cuzco, i generali del Nord, Quizquiz e Chalcochima, conformemente agli ordini del loro signore, si apprestarono a sopprimere tutti i figli di Huayna Capac che avrebbero potuto contendere il diritto al trono al campione di Quito.
La sorte di Paullu sembrava segnata, ma un fortuito incidente intervenne a salvargli la vita.
Quizquiz, trovò, infatti, il principe all'interno delle carceri di Huascar, destinato a morire di fame.
Richiesto del perché della sua detenzione, Paullu dichiarò astutamente di essere stato ivi rinchiuso per la simpatia dimostrata ad Atahuallpa. Le sue spiegazioni vennero ritenute plausibili e il principe venne liberato.
Quello però che l'accorto generale di Quito non poteva sapere era che la ragione dell'imprigionamento di Paullu era invece da addebitarsi al suo temperamento disinvolto che lo aveva spinto ad insidiare una delle mogli di Huascar.
Paullu comunque restò accanto a Quizquiz e forse da allora ebbe inizio la sua abitudine a schierarsi, sempre e comunque, a lato del vincitore del momento.
Alla morte di Atahuallpa, Quizquiz pensò addirittura di investirlo della borla imperiale in contrapposizione all'Inca fantoccio, Tupac Huallpa, nominato da Pizarro, ma ormai gli avvenimenti stavano precipitando.
Quando Manco II entrò al Cuzco sostenuto dalle alabarde dei vincitori, Paullu fece buon viso a cattiva sorte e si schierò apertamente a fianco del fratello nominato Inca supremo dagli spagnoli.
Seguì un periodo di franca collaborazione che vide Paullu difendere i diritti di Manco nei confronti di altri pretendenti, fino alla completa disfatta di questi ultimi, uccisi da Diego de Almagro.

## Ribellione degli Inca
Quando Manco iniziò a concepire piani di rivincita, Paullu venne naturalmente messo al corrente di questi disegni. Almagro, che era in contrasto con i Pizarro per il possesso del Cuzco, per allentare la tensione aveva manifestato il proposito di tentare l'esplorazione dei territori cileni, nella certezza che in essi si trovassero dei regni altrettanto ricchi di quello del Perù. Gli Inca naturalmente sapevano che al Sud del Cuzco si trovavano soltanto delle lande desolate, ma finsero abilmente il contrario, ben lieti di vedere una parte considerevole dei loro nemici allontanarsi dai loro confini.
Paullu e il gran sacerdote Villac Umu si incaricarono di guidare la spedizione con il segreto proposito di portarla alla perdizione o comunque di tenerla lontana il maggior tempo possibile.
Dopo un certo tempo, Villac Umu, fuggì improvvisamente per raggiungere Manco e fomentare la ribellione e Paullu, con i suoi indigeni ausiliari, restò, da solo, con gli spagnoli, ormai in grande difficoltà. Il principe peruviano mutò, però, il suo atteggiamento e invece di approfittare della situazione si conquistò la fiducia dei conquistadores aiutandoli con preziosi consigli. Fu grazie a lui, ad esempio, che le truppe spossate dalla fatica, poterono superare le insidie del deserto di Atacama dividendosi in piccoli gruppi e dando così modo ai piccoli, ma vitali pozzi di rigenerarsi.
Al ritorno nella regione del Cusco, le truppe "cilene", come erano ormai chiamate le schiere di Almagro, trovarono il paese in piena ribellione. Durante la loro assenza, Manco, spalleggiato da Villac Umu aveva scatenato una vera e propria guerra. Cuzco e Lima erano assediate e numerose armate spagnole erano state sbaragliate nei passi montani, mentre tutti i coloni spagnoli isolati erano stati trucidati.
Almagro, deluso dalla sua spedizione in Cile, voleva impadronirsi del Cuzco,  strenuamente difeso dai fratelli di Pizarro, approfittando del fatto che quest'ultimo, assediato in Lima, era impotente ad aiutarli. Non voleva però dover combattere su due fronti e pensò bene di tentare un accomodamento con Manco a cui era legato da sentimenti di amicizia.
Alcuni cronisti addebitano a Paullu la responsabilità di aver fatto interrompere le trattative, ma il suo intervento non è provato. Di certo sappiamo che quando l'adelantado Almagro arrivò allo scontro con Manco, Paullu non intervenne a sostenere il fratello.
Manco dovette ritirarsi e Almagro riuscì a conquistare la capitale degli Inca imprigionando i Pizarro ormai dichiaratamente suoi nemici, ma un esercito spagnolo stava aprendosi la strada per liberare il Cuzco nella convinzione che fosse ancora assediato dagli indigeni. Queste truppe erano fedeli ai Pizarro e, quando appresero le novità, lo scontro con i "cileni" divenne inevitabile.

## Collaborazione con gli Spagnoli
Si scatenò così una vera e propria battaglia nei pressi del Cuzco e lo scontro fu vinto da Almagro. Anche Paullu e i suoi combatterono a fianco delle truppe "cilene" e contribuirono alla vittoria, tanto che l'adelantado, per ricompensare il principe amico, le nominò Inca supremo in luogo del decaduto Manco.
Seguirono per Paullu giorni di intensa soddisfazione. Suo fratello Manco era in fuga, lui era il nuovo Signore supremo degli Inca e il suo alleato Almagro era il padrone del Cuzco.
Le lotte tra gli spagnoli erano però soltanto all'inizio e i Pizarro premevano per una rivincita che non tardò ad arrivare con la battaglia di Las salinas. Paullu ovviamente combatté con i suoi uomini dalla parte di Almagro, ma la vittoria arrise ai Pizarro e il principe peruviano si trovò improvvisamente dalla parte degli sconfitti.
Hernando Pizarro aveva però avuto modo di comprendere l'utilità di questo inca collaborazionista e gli offrì di schierarsi al suo fianco. Questo per Paullu era un inaspettato colpo di fortuna che non poteva essere lasciato cadere. Da allora egli divenne un fedelissimo dei nuovi signori della terra dei suoi avi.
L'occasione per dimostrare la sua lealta ai nuovi padroni non si fece attendere.
Sconfitto Almagro e, avendo contro ad ogni regola proceduto alla sua esecuzione, l'avido Hernando spostò la sua attenzione sulle terre inesplorate del regno degli Inca. Tra queste si trovavano le contrade dette del Collao, l'altipiano nei pressi del lago Titicaca. Una spedizione fu presto approntata e Paullu fu della partita con un numeroso contingente di indigeni a lui fedeli.
La regione era abitata da tribù bellicose che, abilmente sollecitate dagli Inca si apprestarono a difendere il loro territorio.
Nei pressi del Desaguadero, un corso d'acqua a Sud del grande lago avvenne un primo scontro. Gli indigeni avevano reso inservibile il ponte che univa le due rive ed Hernando spavaldamente si avventurò su una zattera di fortuna sotto il tiro delle loro frecce. La sua corazza lo protesse, ma i rematori furono colpiti e la zattera andò alla deriva, mentre gli Spagnoli rimasti sulla riva, tentando di intervenire, furono inghiottiti dal fango assai profondo sulle sponde. Paullu, a questo punto entrò in azione con i suoi uomini e, tenendo a bada i nemici, portò in salvo il suo protettore.
La collaborazione del principe non si limitò a questo exploit. Quando più tardi gli uomini di Gonzalo Pizarro furono ridotti a mal partito e si ritrovarono asserragliati nel loro stesso accampamento, gli uomini di Paullu fecero la differenza e permisero agli Spagnoli di resistere fino all'arrivo dei loro compatrioti. Numerosi conquistadores ammisero di seguito che la loro salvezza era dipesa unicamente dall'intervento del principe collaborazionista.
Paullu partecipò attivamente alle successive campagne messe in atto per catturare Manco e anche in questa occasione i suoi fedeli si dimostrarono utilissimi. In un malaugurato frangente in cui gli Spagnoli persero, in un agguato, trentasei uomini e rimasero bloccati, furono gli ausiliari indigeni a sopportare il peso dell'attacco nemico e a informare gli altri Spagnoli dell'accaduto, permettendo il soccorso.

## Scelta di campo nelle guerre civili tra Spagnoli
Abbiamo visto che Paullu nel primo scontro tra Spagnoli si trovò schierato dalla parte del perdente, ma che seppe, abilmente, portarsi dalla parte del vincitore senza subire danni per la sua sfortunata scelta. La tumultuosa vita della colonia doveva però mettere ancora alla prova la sua capacità di destreggiarsi tra le opposte fazioni.
Alla morte violenta di Francisco Pizarro ad opera dei partigiani di Almagro e della conseguente ribellione che vide a capo il figlio di quest'ultimo, Paullu riuscì a mantenere un basso profilo. Trovandosi al Cuzco, sotto il dominio del giovane Almagro, gli fu giocoforza schierarsi con quest'ultimo, ma il suo apporto fu soltanto simbolico e si concretizzò nell'invio di una sparuta schiera di seguaci che, praticamente, non fecero altro che assistere allo scontro.
Diversa fu la sua postura quando Gonzalo Pizarro si sollevò contro il potere costituito e scatenò una vera e propria guerra civile unendo a sé la maggior parte dei peruviani di origine iberica. In un primo momento parve a tutti che la sua iniziativa fosse destinata al successo e, naturalmente, Paullu fu subito tra i suoi seguaci. I suoi uomini si incaricarono di pattugliare le strade della costa e, di fatto, impedirono qualsiasi collegamento tra le forze lealiste. Quando però l'avanzata di La Gasca, il nuovo comandante delle forze governative, si profilò inarrestabile Paullu comprese che era necessario cambiare, ancora una volta, partito. Per farlo sacrificò suo cognato, Pedro de Bustinza, marito di sua sorella Quispique, che venne fatto catturare dalle truppe reali su indicazione del luogotenente di Paullu che lo accompagnava.
Ancora una volta Paullu aveva mostrato la sua abilità nell'uscire indenne dalle più pericolose vicende politiche.

## Vita al Cusco
Tra una campagna militare e l'altra, Paullu si concedeva una vita lussuosa nella capitale dell'impero dei suoi antenati. Aveva avuto il permesso di costituirsi una specie di reggia, nella antica casa inca di Concalpata e vi viveva contornato dal rispetto, almeno formale, dei suoi sudditi indigeni. Per la sua collaborazione aveva ricevuto alcune encomiendas che gli fornivano l'occorrente per condurre un'esistenza agiata.
I suoi rapporti con l'occupante erano, per lui, soddisfacenti. Certo non godeva di un rispetto assoluto. In un'occasione era stato malmenato da uno spagnolo in mezzo alla via e la sua casa era stata derubata a mano armata. Le autorità avevano allora posto una scorta alla sua abitazione, ma il rimedio si era dimostrato peggiore del male, perché i soldati di guardia avevano attentato alla virtù delle sue mogli e si era preferito, in seguito, ritirarli.
Malgrado ciò il principe collaborazionista si sentiva appagato. Aveva fatto il grande passo di ritenere gli Spagnoli superiori ed invincibili ed ora cercava in ogni modo di ispanizzarsi. Non parlava e non scriveva in spagnolo, ma la circostanza non gli impedì di far redigere una “probanza” dei suoi meriti rivolta all'Imperatore. Tutte le sue imprese vennero raccolte e documentate in questo scritto e l'esito fu quanto mai lusinghiero. Il monarca spagnolo commosso dalla fedeltà di questo lontano suddito gli concesse addirittura uno stemma. Era sormontato da un'aquila contornata da palme di sinopia, comprendeva un puma d'oro e due serpenti rossi, il tutto contornato da una nappa imperiale con l'iscrizione «Ave Maria» e da otto croci di Gerusalemme.
Restava però una macchia nella vita di Paullu. Egli era pagano ed era per questo impedito dal partecipare pienamente alla vita politica del Cuzco che basava molte delle sue istituzioni sulla religione cattolica. La decisione del principe non si fece attendere. Egli chiese di ottenere il battesimo e si sottopose a cinque mesi di apprendimento delle nozioni basilari della nuova fede che intendeva abbracciare. Al termine di questa sorta di catechismo, Paullu venne infine battezzato con il nome di Cristobal, in ossequio al suo prestigioso padrino, il governatore Cristobal Vaca de Castro. Con lui vennero ammessi al battesimo la moglie Mama Tocto Ussita che divenne Doña Catalina e numerosi altri parenti.

## Morte
Mentre Paullu inca godeva delle sue fortune al Cusco, la corte degli Inca ribelli di Vilcabamba, stanca della estenuante guerra tra le montagne, accettò di instaurare una serie di negoziati per addivenire alla fine delle ostilità. Una delle clausole era il riconoscimento dell'immunità per gli Inca “ribelli” e l'attribuzione di alcuni possedimenti nei pressi del Cuzco al loro sovrano, il figlio di Manco, Sayri Tupac.
Gli Spagnoli accettarono senza riserve e Paullu stesso si recò incontro al nipote per accompagnarlo personalmente nella capitale. Durante il viaggio però si ammalò e fu costretto a ritornare al Cusco, dove in capo a pochi giorni morì. La riappacificazione con Sayri Tupac fu, per questo sospesa, ma sarebbe comunque andata a buon fine successivamente.

## Discendenza
Il principe collaborazionista fu quanto mai prolifico. Le cronache parlano di almeno trenta figli illegittimi riconosciuti e adombrano il sospetto che fossero molti di più.
Il suo unico erede fu però Carlos Inca avuto dalla moglie legittima Doña Catalina che gli aveva, peraltro, partorito un altro figlio di nome Felipe. Il giovane venne educato alla maniera spagnola e partecipò alla vita politica del Cuzco assumendo cariche ed onori.
Sposò una donna spagnola, Maria de Esquivel, da cui ebbe un figlio chiamato Melchor Carlos Inca e si occupò attivamente di attività commerciali accrescendo notevolmente le sue già cospicue sostanze. Fu però coinvolto nella sollevazione dei meticci che fu scoperta nel 1567 e nel 1572 venne addirittura arrestato e i suoi beni confiscati,  su ordine del Viceré Francisco de Toledo. Della sua sorte si interessò, però, personalmente il Re di Spagna e nel 1574 venne prosciolto da ogni accusa e poté far ritorno al Cuzco dove morì nel 1582. Suo figlio Melchor Carlos Inca seguì le orme paterne per quanto riguarda l'ispanizzazione e si recò addirittura in Spagna per impetrare elargizioni dalla Corona. Fu accontentato e venne insignito dell'Ordine di Santiago, ma gli fu impedito di fare ritorno in Perù. Di lì a poche generazioni si sarebbe estinta, con i suoi discendenti, la stirpe di Paullu Inca, almeno quella ufficiale perché non è dato di conoscere la sorte di quella dei numerosi figli illegittimi dell'Inca collaborazionista per eccellenza.